# Allée Gabrielle-d'Estrées
Allée Gabrielle-d'Estrées är en enskild återvändsgata i Quartier du Combat i Paris nittonde arrondissement. Gatan är uppkallad efter Gabrielle d'Estrées (1573–1599), som var en fransk adelsdam och mätress till Henrik IV. Allée Gabrielle-d'Estrées börjar vid Rue Rampal 3.

## Bilder
| - Gatuskylt. |

## Omgivningar
- Notre-Dame-du-Bas-Belleville, kapell vid Allée Gabrielle-d'Estrées 3
- Saint-Jean-Baptiste de Belleville
- Parc de Belleville
- Jardin Rébeval
- Cité Saint-Chaumont

## Kommunikationer
- Tunnelbana – linjerna   – Belleville
- Busshållplats Belleville – Paris bussnät

### Webbkällor
- ”Allée Gabrielle-d'Estrées”. Mairie de Paris. https://web.archive.org/web/20190905052114/http://www.v2asp.paris.fr/commun/v2asp/v2/nomenclature_voies/Voieactu/3915.nom.htm. Läst 18 januari 2023.
- ”Allée Gabrielle-d'Estrées (19ème arrondissement)”. Les rues de Paris. https://web.archive.org/web/20190729195013/http://www.parisrues.com/rues19/paris-19-allee-gabrielle-d-estrees.html. Läst 18 januari 2023.